# 丸尾恒人
丸尾 恒人（まるお つねひと）は声優。大阪テレビタレントビューロー（TTB）に所属していた。ビジュアルアーツ専門学校卒業。

## 主な出演作品

### ゲーム
- ザ・キング・オブ・ファイターズシリーズ（デュオロン）
- ネオジオバトルコロシアム（ミズチ）

| スタブアイコン | サブスタブ | この項目は、まだ閲覧者の調べものの参照としては役立たない、声優（ナレーターを含む）に関連した書きかけの項目です。この項目を加筆・訂正などしてくださる協力者を求めています（P:アニメ/PJ:芸能人）。 |